# Willyrex
Guillermo Díaz Ibañez, thường được biết đến với tên YouTube Willyrex, là một nhân vật YouTube và author người Tây Ban Nha. Anh có hai kênh YouTube: Willyrex và TheWillyrex. Tính đến Tháng 9 năm 2018, kênh YouTube The Willyrex đang có hơn 14.5 triệu lượt đăng ký và 5 tỷ lượt xem, đứng thứ 3 trong số những kênh YouTube đượt đăng ký nhiều nhất Tây Ban Nha và 75 trên thế giới. Kênh YouTube thứ hai Willyrex đang có 12.4 triệu lượt đăng ký và 2.8 tỷ lượt xem.
Năm 2014, anh chuyển đến Los Angeles. Vào đầu năm 2016, anh chuyển đến Andorra.